# Кальдеште-Тереки
Кальдеште-Тереки (перс. كالدشت ترقي‎) или Кальдеште-Паин (перс. کالدشت پایین‎) — село на севере Ирана, в остане Тегеран. Входит в состав шахрестана Демавенд. Является частью дехестана (сельского округа) Терруд бахша Меркези.

## География
Село находится в восточной части остана, к югу от автодороги 79, у восточной окраины города Демавенд, административного центра шахрестана. Абсолютная высота — 1876 метров над уровнем моря.

## Население
По данным переписи 2006 года население села составляло 22 человека (17 мужчин и 5 женщин). В Кальдеште-Тереки насчитывалось 7 домохозяйств. Уровень грамотности населения составлял 72,7 %. Уровень грамотности среди мужчин составлял 82,4 %, среди женщин — 40 %.
В 2016 году в селе имелось 12 домохозяйств и проживало 37 человек (16 мужчин и 21 женщина).
Среди жителей распространён язык тати.